# The Old Shit
The Old Shit är ett samlingsalbum som gavs ut på Internet av Basshunter 2006.

## Låtlista
1. "Här kommer Lennart"
2. "Counterstrike the Mp3"
3. "Smells Like Blade"
4. "Stay Alive"
5. "Storm of Fantasy"
6. "The Celtic Harmony & the Chilling Acid"
7. "The Night"
8. "T-Rex [Jurassic Park]"
9. "Waiting for the Moon"
10. "MoonTrip"